# Pedro de Bivero

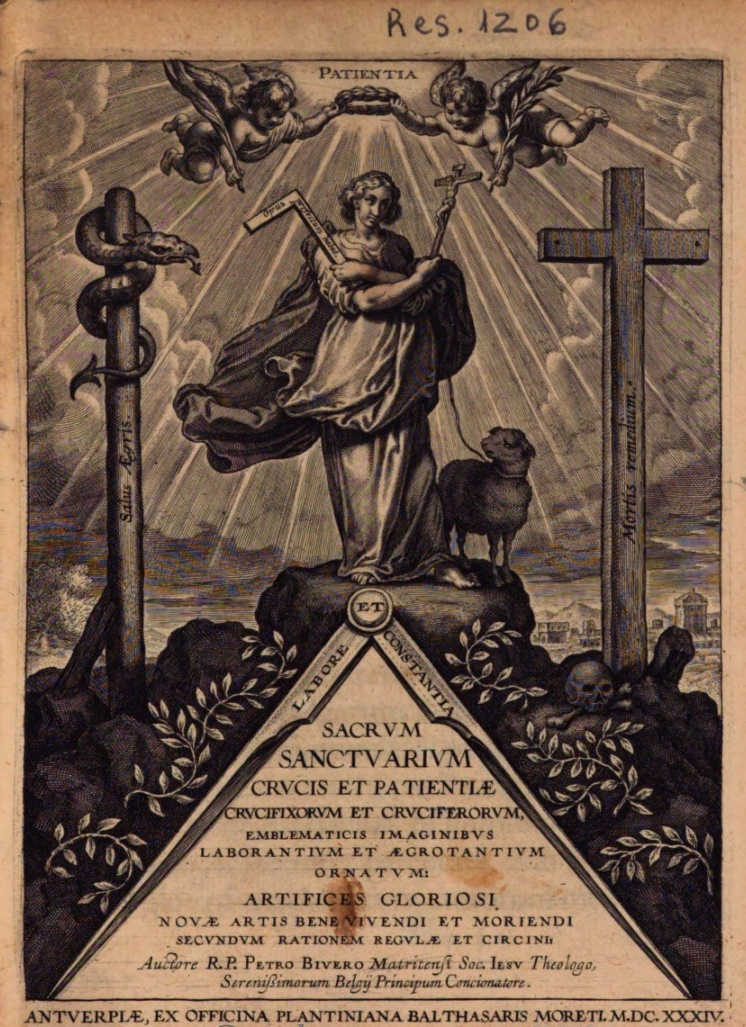
Pedro de Bivero: Sacrum sanctuarium crucis et patientiae crucifixorum et cruciferorum, emblematicis imaginibus laborantium et aegrotantium ornatum..., Amberes, Balthasar Moretus, 1634. Portada calcográfica. Ejemplar de la Universidad Complutense de Madrid.

Pedro de Bivero (Madrid, 1572-1655) fue un jesuita, retórico y escritor español en latín

## Biografía
Fue profesor de Retórica, Filosofía y Teología y rector del Colegio de la Compañía de Jesús en Madrid. En 1625 estuvo en Bruselas tras la victoria de Breda como cura castrense de los tercios, y allí compuso en homenaje un sermón panegírico titulado Himno Triumphal. Fuera de esta, sus demás obras son todas latinas y de tema religioso, y entre ellas pueden citarse Emblemata in psalmun miserere, Sacrum sanctuarium crucis y Sacrum oratorium piarum imaginum Inmaculatae Mariae et animae creatae ac baptismo, poenitentia, et eucharistiae: ars nova bene vivendi et moriendi.
Este último, publicado en Amberes (1634) por Balthasar Moretus, es un atípico libro de emblemas en latín esencialmente piadoso. Declara en su título que es un "arte nueva para bien vivir y bien morir", ayudándose para ello de "sagradas imágenes piadosas figuradas e ilustradas en emblemas". Estructura su obra en tres partes: La primera se dedica a la Inmaculada Virgen María, con seis figuras y sus comentarios. La segunda está dedicada al "Novus David" (el Nuevo David, esto es, Cristo), con 20 figuras. La tercera se refiere a la "Sacrae Eycharistiae usu et cultu" (Uso y culto de la Sagrada Eucaristía), también con seis figuras y amplios comentarios. A esto suma algunos apéndices, que son "Al corazón del Nuevo David", con 15 imágenes y sus respectivas declaraciones.
Los grabados se refieren casi siempre a escenas bíblicas (Paraíso, Pecado original, etc.). En la parte superior los preceden dos líneas a manera de lema y en la parte inferior otras dos a manera de epigrama. Pero tanto el mote como el epigrama no participan de un libro de emblemas típico.

## Obras
- Hymno trivmphal de los divinos loores en la toma de Breda (Bruselas, 1625).
- Cantico glorioso "Cantemus Domino glorioso", Exod. 15, commentado... por el P. Pedro de Bivero..., L. de Meerbeque, 1631.
- Sacrvm sanctvarivm crvcis et patientiae crvcifixorvm et crvciferorvm, emblematicis imaginibvs laborantivm et aegrotantivm ornatvm: artifices gloriosi novae artis bene vivendi et moriendi. Antverpiae: Ex officina Plantiniana Balthasaris Moreti, 1634. Reedición de los grabados de Adriaen Collaert para el Triumphus Iesu Christi Crucifixi de Bartolomeo Ricci, Amberes, en la oficina Plantiniana de Joannes Moretus, 1608.
- Emblemata in psalmun miserere
- De sacris privilegiis ac festis magnae filiae sponsae et matris Dei, apud Martinum Nutium, 1638.
- Solennia divina et excellentiae Christi Iesu splendentis in beatis apostolis..., Antuerpiae, Viuda y herederos de Johannes Nobbari, s. a.
- Responsum Mendosis spongiolae, & Clypei libellis dandum..., 1650.